# Pieridopsis opaca
Pieridopsis opaca är en fjärilsart som beskrevs av James John Joicey och Talbot 1921. Pieridopsis opaca ingår i släktet Pieridopsis och familjen praktfjärilar. Inga underarter finns listade i Catalogue of Life.